# Mesilla anyphaenoides
Mesilla anyphaenoides is een spinnensoort in de taxonomische indeling van de buisspinnen (Anyphaenidae).
Het dier behoort tot het geslacht Mesilla. De wetenschappelijke naam van de soort werd voor het eerst geldig gepubliceerd in 1954 door Lodovico di Caporiacco.